# Улашівська дача
Улашівська Дача — лісовий заказник місцевого значення в Україні. Розташований в межах Таращанського району Київської області, на території Улашівського лісництва ДП «Богуславський лісгосп», квартали 47, 58 (входять всі виділи). 
Площа 133 га. Оголошено рішенням 20 сесії 23 скликання Київської обласної ради «Про нововиявлені території та об'єкти природно-заповідного фонду місцевого значення Київської області» від 5 березня 2002 року №327-20-XXIII. 
Основу урочища становлять малопорушені деревостани граба 50—60-річного віку за участю черешні. У складі рослинності цього лісового масиву зростають рідкісні, занесені до Червоної книги України, види рослин: проліска звичайна, вовчі ягоди звичайні, ведмежа цибуля.